# أبو عبيد القاسم بن سلام
أَبُو عُبَيْدٍ اَلْقَاسِمُ بْنُ سَلَّامٍ اَلْهَرَوِيُّ (157 هـ / 774 م - 224 هـ / 838 م) عالم لغة، وفقيه، ومُحَدِّث، وإمام من أئمة الجرح والتعديل. عاش في القرنين الثاني والثالث الهجريين، وترك عددًا من الكتب، أشهرُها: «الغريب المُصنَّف»، و«غريب الحديث»، إضافةً إلىٰ كتاب «الأموال» الذي يُعَدُّ من أمهات الكتب في الاقتصاد الإسلامي.

## حياته
ولد القاسم بن سلام بن عبد الله في مدينة هرات بأفغانستان سنة 157 هـ، وكان أبوه عبدا روميًّا لرجل من أهلها يتولّى الأزد. طلب أبو عبيد العلم وسمع الحديث ودرس الأدب والفقه، فارتحل إلى العراق، نحو سنة 176 هـ، فسمع من إسماعيل بن جعفر وشريك وإسماعيل بن عياش وهشيم بن بشير وسفيان بن عيينة وإسماعيل بن علية ويزيد بن هارون وحجاج بن محمد المصيصي وأبي معاوية الضرير، وصفوان بن عيسى وعبد الرحمن بن مهدي وحماد بن مسعدة ومروان بن معاوية وأبا بكر بن عياش وعمر بن يونس وإسحاق الأزرق. ويحيى القطان كما روى عن ابن الأعرابي وأبي زياد الكلابي وأبي عمرو الشيباني والكسائي والفراء ومن البصريين عن الأصمعي وأبي عبيدة معمر بن المثنّى وأبي زيد الأنصاري، كما جالس محمد بن الحسن الشيباني والقاضي أبي يوسف.
وقد روى عنه وأخذ منه ثابت بن عمرو بن حبيب مولى علي بن رابطة وعلي بن محمد بن وصب المشعري وأبو منصور نصر بن داود بن طوق ومحمد بن إسحاق الصاغاني والحسن بن مكرم وأحمد بن يوسف التغلبي وأبو بكر بن أبي الدنيا والحارث بن أبي أسامة ومحمد بن يحيى المروزي وأبي عبد الرحمن أحمد بن سهل وأحمد بن عاصم وعلي بن أبي ثابت ومحمد بن وهب المنازي ومحمد بن سعيد الهرويّ ومحمد بن المغيرة البغدادي وعبد الخالق بن منصور النيسابوري وأحمد بن القاسم وإبراهيم بن عبد العزيز بن عبد الرحمن البغوي وأخوه علي بن عبد العزيز ومحمد بن إسماعيل البخاري ووكيع بن الجراح وعبد الله بن عبد الرحمن الدارمي ومحمد بن عبد الوهاب الفراء.
عاد أبو عبيد إلى خراسان نحو سنة 191 هـ حيث عمل مُؤدّبًا لأبناء هرثمة بن أعين أحد ولاة هارون الرشيد، ثم اتصل بثابت بن نصر بن مالك الخزاعي يؤدب ولده، ولمّا ولي ثابت طرسوس سنة 192 هـ، ولّى ثابت أبي عبيد القضاء بطرسوس ثماني عشرة سنة، فانشغل عن كتابة الحديث. ثم رحل إلى مصر مع يحيى بن معين سنة 213 هـ ومنها عاد إلى بغداد. في إحدى حملات طاهر بن الحسين إلى خراسان، مر ببغداد وطلب من يفقّهه فندبوا إليه أبا عبيد، فاستحسن طاهر علمه، وأشفق أن يحمله مع في حملته، واصطحبه في طريق عودته، وسار به إلى سر من رأى. لزم أبو عبيد طاهر بن الحسين ومن بعده ابنه عبد الله بن طاهر الذي كان يُجّل أبا عبيد، ويجري له الجرايات، كما كان أبو عبيد إذا ألف كتابًا أهداه إلى عبد الله بن طاهر، فيحمل إليه مالاً كثيرًا استحسانًا لذلك.

## وفاته
حج أبو عبيد سنة 219 هـ، ثم همّ بالعودة إلى العراق، لولا أن رأى رؤيا تنهاه عن الخروج، فلزم مكة، وتوفي في المحرم سنة 224 هـ في خلافة المعتصم بالله العباسي وعمره 67 سنة، ودفن بمكة. ولم تذكر التراجم شيئًا عن أسرته أو حياته الاجتماعية.
وقد وصفه كتاب التراجم بقولهم: «كان أبو عبيد يخضب بالحناء أحمر الرأس واللحية ذا وقار وهيئة». كما ذكروا أنه كان من زهده أنه كان يقسم الليل ثلاثًا، فيصلي ثلثه، وينام ثلثه، ويكتب الكتب في ثلثه.
وقد تألّم عبد الله بن طاهر لوفاته، ورثاه قائلاً:

## مصنفاته

غلاف كتاب الناسخ والمنسوخ في القرآن العزيز وما فيه من الفرائض والسنن (إصدار مكتبة الرشد بالرياض)

لأبي عبيد من المصنفات «الغريب المصنف في علم اللسان» و«غريب الحديث» و«غريب القرآن» و«معاني القرآن» و«الشعراء» و«المقصور والممدود» و«القراءات» و«المذكر والمؤنث» و«الأموال الشرعية وبيان جهاتها ومصارفها» و«النسب» و«الأحداث» و«الأمثال السائرة» و«عدد آي القرآن» و«أدب القاضي» و«الناسخ والمنسوخ في القرآن العزيز وما فيه من الفرائض والسنن» و«الإيمان والنذور» و«الحيض» و«فضائل القرآن» و«الحجر والتفليس» و«الطهارة»، و«الإيمان ومعالمه وسننه واستكماله ودرجاته» و«الخُطَبُ والمَوَاعِظُ»

### كتاب الغريب المصنّف
توسّع أبو عبيد في كتابه «الغريب المصنف» وأورد فيه كل ما يتعلّق بأسماء وصفات المخلوقات بحسب الموضوع والمعنى. وقد حظي الكتاب بتقدير علماء اللغة القدامى حتى أنهم كانوا يسعون لحفظه عن ظهر قلب. ومن مبلغ اهتمام العلماء به أن وضعوا له الشروحات والمختصرات والانتقادات ككتب «شرح الغريب المصنف» لابن سيده الأندلسي و«الرد على الغريب المصنف» لأبي نعيم الأصفهاني. وبلغ من عناية القدامى بتدارس الكتاب وقرائته، أن أحد أمراء الأندلس كلّف أبي بكر الزبيدي بعدّ الألفاظ اللغوية التي احتواها الكتاب لمّا اختُلف في عددها، فوجدها بلغت 17,970 لفظًا لغويًا.

### كتاب غريب الحديث

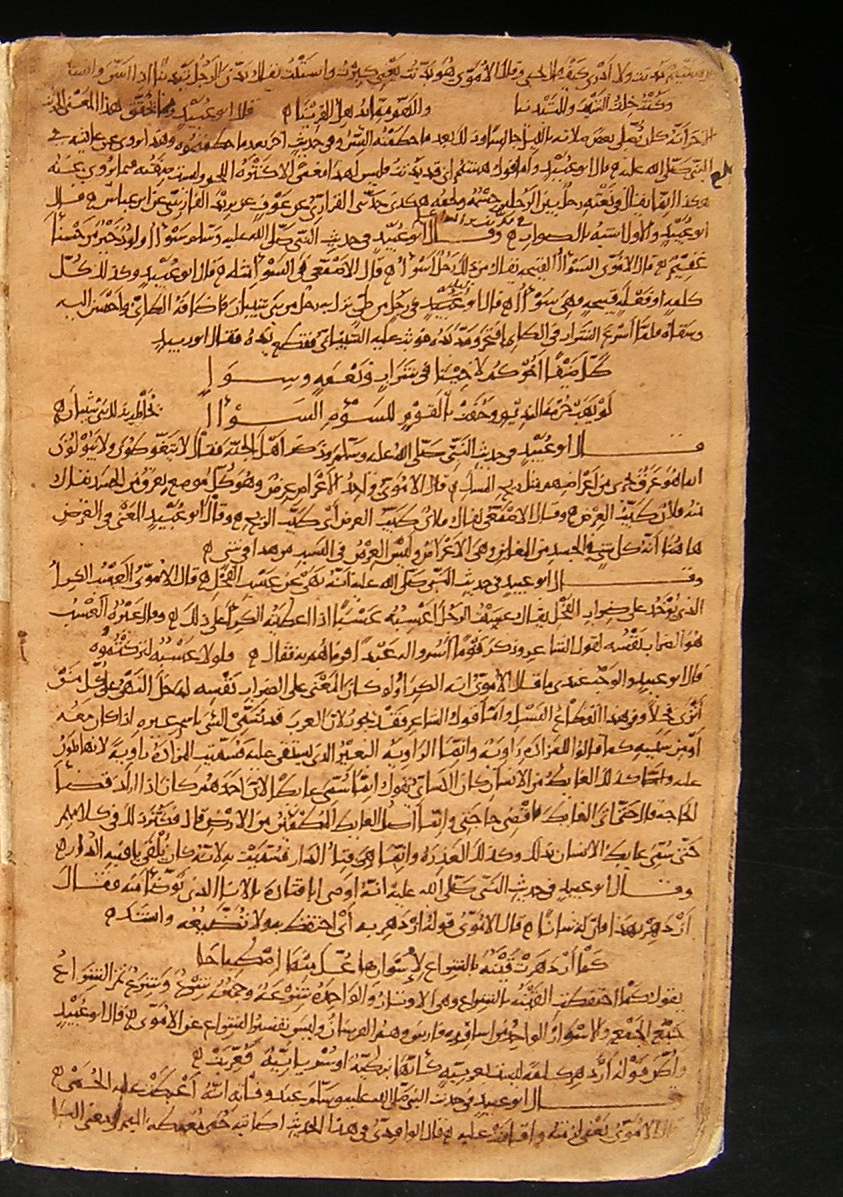
مخطوطة لكتاب غريب الحديث لأبي عبيد القاسم بن سلام يرجع تاريخها لحوالي السنة 319هـ (931م)

تحرّى أبو عبيد الدقة في كتابته لكتابه «غريب الحديث»، حتى أنه أمضى أربعين سنة في كتابته، وهو ما ثمّنه الكثيرون من كُتّاب التراجم كالذهبي الذي عدّ أبا عبيد في أئمة الجرح والتعديل الذين يُعتدّ بقولهم. وقد جمع أبو عبيد في هذا الكتاب ما وجده في كتب سابقيه وحقّقه وضبط الألفاظ فيها ودقّق في تفسيرها واستخرج المكنون فيها من الأحكام، وقد قسّم أبو عبيد كتابه إلى أربعة أقسام الأول تناول الأحاديث المرفوعة عن النبي محمد بسند متصل، والثاني أحاديث الصحابة كل على حدة، والثالث أحاديث التابعين بحسب التابعيّ، والرابع لأحاديث لا يُعرف أصحابها.
تأثّر الكثيرون بكتاب غريب اللغة واعتمدوا عليه كمصدر من مصادرهم في التأليف كأبي منصور الأزهري في «تهذيب اللغة» وابن فارس في «مقاييس اللغة» وابن سيده في «المخصص»، كما قامت عليه العديد من المؤلفات التي تناولت الكتاب بالشروحات والمختصرات والتعليقات والتعقيبات بل وبالنقد ككتب «إصلاح الغلط الواقع في غريب الحديث» لابن قتيبة و«الرد على أبي عبيد في غريب الحديث» للحسن بن عبد الله الأصبهاني و«تهذيب غريب الحديث» للخطيب التبريزي
ويوجد في مكتبة جامعة لايدن نسخة ناقصة من «غريب الحديث» ويعتقد أنها أقدم مخطوطة عربية كُتبت على الورق وانتهى نسخها سنة 252 هـ أي أنها كتبت بعد ثمانى وعشرين سنة فقط من وفاة المؤلف.

### كتاب الأموال
عرض أبو عبيد في كتاب «الأموال الشرعية وبيان جهاتها ومصارفها» للآيات والأحاديث والمأثورات والوقائع والتطبيقات التي تناولت الأموال في الشريعة الإسلامية، وكذلك تناول اجتهادات المذاهب الفقهية في هذا الميدان، كما نقد سند الراويات وتفحّص متون الروايات مرجّحًا ما رآه راجحًا. إضافة إلى ذلك، حدد أبو عبيد في كتاب «الأموال» الموارد العامة التي تُجمع لصالح بيت المال التي تتجلى في الخراج والجزية وعشور التجارة والغنيمة والزكاة، كما تمثل أيضًا النفقات العامة في مصارف الفيء والخُمُس والزكاة وأرزاق الجيش وإحياء الأراضي. وتحدث أيضًا عن عدالة التوزيع وتداول المال والمحاسبة المالية وتحديد الملكية الخاصة، والمواثيق والعهود بين المعاهدين والأئمة وبين هؤلاء وأهل الصلح من الدول المجاورة، فيما يعرف اليوم بالقانون الدولي الخاص والعام.

## كتاب الأمثال السائرة
جمع أبو عبيد في كتابه «الأمثال السائرة» ما درج من أمثال العرب، وقسّمها إلى أبواب بحسب الموضوعات وآثار الصحابة والتابعين وأقوال العلماء، مع شروحات وتعقيبات مختصرة. وقد كان الكتاب أيضًا مادة خصبة لمن جاء بعده فتناولوه بالشروحات والاستدراكات ككتب «شرح أمثال أبي عبيد» لأبي المظفر محمد بن آدم الهروي و«فصل المقال شرح كتاب الأمثال» لأبي عبيد البكري

## منهجه وفكره
مال أبو عبيد في كتبه في الفقه إلى مذهب مالك والشافعي. كما كان أبو عبيد يُضعّف حجة الشيعة والجهمية، بل يرى عدم جواز مجاورتهم لثغور المسلمين. ورغم سعة علم أبي عبيد في علوم اللغة، إلا أنه لم يتفق وقوع رواية لأبي عبيد في الكتب الستة، لكن نقل عنه أبو داود شيئًا في تفسير أسنان الإبل في الزكاة، ونقل عنه البخاري أيضًا في كتابه «أفعال العباد».
ونقل ياقوت الحموي في معجمه عن كتاب «مراتب النحويين» لأبي الطيب عبد الواحد أن أبا عبيد اعتمد في كتابه «الغريب المصنف» على كتاب عمله رجل من بني هاشم جمعه لنفسه، وأخذ كتب الأصمعي فبوّب ما فيها وأضاف إلى كتابه شيئًا من علم أبي زيد الأنصاري وروايات عن اللغويين الكوفيين؛ أما كتابه «غريب الحديث» فاعتمد فيه على كتاب أبي عبيدة معمر بن المثنّى في غريب الحديث، كما ذكر أن كتاب أبي عبيد في غريب القرآن منتزع من كتاب أبي عبيدة أيضًا. وعاب أبو الطيب اللغوي على أبي عبيد عدم إلمامه بعلم الإعراب.
وقد أبدى أبو عبيد بعض آرائه في العقيدة والتوحيد في كتابه «الإيمان ومعالمه وسننه واستكماله ودرجاته»، فقال بأن الإيمان يزيد وينقص، وأن الذنوب والمعاصي لا تزيل الإيمان ولا توجب الكفر، كما أبدى رأيه في مسألة صفات الله فقال بأن الله استأثر بعلم حقائقها، وأنها لا تشبه صفات المخلوقين. وفي مسألة محنة خلق القرآن، رأى أبو عبيد بأن القرآن كلام الله وليس بمخلوق، وبضرورة مراجعة القائلين بذلك، وإلا وجب ضرب أعناقهم.

## منزلته
قال الجاحظ: «لم يكتب الناس أصح من كتبه، ولا أكثر فائدة»، وقال إسحاق بن راهويه: «يحب الله الحق، أبو عبيد أعلم مني ومن أحمد بن حنبل ومحمد بن إدريس الشافعي»، وقال الهلال بن العلاء الرقي: «منّ الله على هذه الأمة بأربعة في زمانهم، بالشافعي فقه بحديث رسول الله ﷺ، وبأحمد ابن حنبل ثبت في المحنة لولا ذلك كفر الناس، وبيحيى بن معين نفى الكذب عن حديث رسول الله ﷺ، وبأبي عبيد القاسم بن سلام فسر الغريب من حديث رسول الله ﷺ لولا ذلك لاقتحم الناس في الخطأ»، وسأل أبا قدامة عن الشافعي وأحمد بن حنبل وإسحاق بن راهويه وأبي عبيد فقال: «أما أفهمهم فالشافعي إلا أنه قليل الحديث، وأما أورعهم فأحمد بن حنبل، وأما أحفظهم فإسحاق، وأما أعلمهم بلغات العرب فأبو عبيد»، وقال عبد الله بن طاهر: «الناس أربعة، ابن عباس في زمانه، والشعبي في زمانه، والقاسم بن معن في زمانه، وأبو عبيد القاسم بن سلام في زمانه»، وقال ابن خلكان في ترجمته لأبي عبيد: «كان ذا دين وسيرة جميلة ومذهب حسن وفضل بارع»، وقال القاضي أحمد بن كامل: «كان أبو عبيد فاضلاً في دينه وعلمه، ربانيًا متفننًا في أصناف علوم الإسلام من القراءات والفقه والعربية والأخبار، حسن الرواية صحيح النقل، ولا أعلم أحدًا من الناس طعن عليه في شيء من أمر دينه». وقال يحيى بن معين: «أبو عبيد ثقة»، وقال الدارقطني عنه: «ثقة إمام جبل»، وقال الجاحظ: «لم يكتب الناس أصح من كتبه، ولا أكثر فائدة». كما كان ابن حنبل يستحسن علم أبي عبيد، ويُحسن ذكره.